# 火打城の戦い
火打城の戦い（ひうちじょうのたたかい）は、治承・寿永の乱の中の一つ。越前・加賀の在地反乱勢力とそれを追討すべく出撃した平氏との寿永年間における戦いのうちの緒戦である。火打城は燧城、燧ヶ城の表記もある。

## 経過
養和元年（1181年）夏頃、北陸在地豪族たちの反平氏の活動が活発化していた。それに対して平氏は平通盛・平経盛らが率いる軍を派遣するが、活発化した反乱勢力を鎮圧することができずに都に引き返した（養和の北陸出兵）。
翌養和2年（1182年）は養和の大飢饉の影響が深刻化したなどの要因もあり鎮西以外への出兵はされなかった。寿永2年（1183年）に入ると飢饉はようやく好転し、平氏は東国反乱勢力追討活動を再開する。その矛先の第一は兵糧の供給地たる北陸道の回復であった。
寿永2年（1183年）4月17日平氏は平維盛を大将として北陸に出陣。4月26日には平家軍は越前国に入った。27日、越前国・加賀国の在地反乱勢力が籠もる火打城を取り囲むが、火打城は川を塞き止めて作った人工の湖に囲まれており、そのため平氏側は城に攻め込むことができなかった。数日間平氏は城を包囲していたが、城に籠もっていた平泉寺長吏斉明が平氏に内通し人造湖の破壊の仕方を教えた。平氏は得た情報を元に湖を決壊させて城に攻め入り、火打城を落とした。その後平氏は加賀国に入った。
なお、この寿永の北陸の追討の宣旨は「源頼朝、同信義、東国北陸を虜掠し、前内大臣に仰せ追討せしむべし」という内容であったということが『玉葉』に記されており、源義仲が当初から追討の目的であったという認識は当時の都の人々にはなかった。